# Roberto Carlos Mario Gómez
Roberto Carlos Mario Gómez (Mar del Plata, Buenos Aires, Argentina; 27 de febrero de 1957), conocido como Mario Gómez es un exfutbolista y actual entrenador argentino. Actualmente dirige a  Talleres (RdE), club que compite en la Primera Nacional. 
Durante su carrera como futbolista era conocido como Roberto Gómez.

## Trayectoria

### Como futbolista
Desarrolló su carrera profesional en el Ferro Carril Oeste, donde fue campeón argentino en 1982 y 1984. Arribó a esta institución en 1980, procedente de Kimberley, en su Mar del Plata natal, y permaneció en Ferro hasta su retiro en 1987. Jugó un total de 136 partidos y convirtió 3 goles.

### Como entrenador
Después de retirarse, Mario Gómez fue asistente del director técnico Carlos Timoteo Griguol en Ferro Carril Oeste (Argentina) y en Gimnasia y Esgrima La Plata (Argentina).
Más tarde fue asistente de Héctor Cúper en el Lanús, RCD Mallorca (España), Valencia CF (España) e Inter de Milán (Italia), logrando ser el único cuerpo técnico argentino en disputar una final y una semifinal de Champions League con el Valencia CF y el Inter de Milán respectivamente.
Fue director técnico del equipo granate subcampeón del Torneo Clausura 1998.
Al frente del club Gimnasia y Esgrima de Jujuy logró el ascenso a la primera división del fútbol argentino, manteniendo la categoría durante 3 años consecutivos.
También dirigió a Quilmes (Argentina), Gimnasia y Esgrima La Plata (Argentina) en primera División, y al Club Atlético Belgrano de Córdoba (Argentina), llegando a la promoción para ascender a la máxima categoría disputando el partido con Racing Club.
En el año 2010 dirigió técnicamente a Atlético Tucumán de Argentina. En ese mismo año, fue técnico del Asteras Tripolis FC de Grecia, dónde consigue el mejor arranque de todos los tiempos, quedando en la cuarta posición del torneo local.
En el año 2011, recala en Ferro Carril Oeste, el club donde había desarrollado su carrera como futbolista. Su desempeño fue regular: ganó 8 partidos sobre 24. En Ferro, Gómez fue protagonista de un suceso curioso: no se presentó a dirigir un partido por haber salido de vacaciones.
Más tarde, en marzo de 2012, se convierte en el sucesor de José Luis Calderón, en el banquillo de Gimnasia de Jujuy comenzó una nueva era en el club
En el inicio del año 2014 fue confirmado como el nuevo entrenador del Deportivo Cuenca ecuatoriano. logrando ganar la copa, Lunar New Year Cup 2014.
Luego de su paso por el Deportivo Cuenca, tiene la llega en el equipo de Hong Kong South China AA 2014-2015.
Dirigió al Johor Darul Takzim FC en la liga de Malasia con el cual salió campeón de la Superliga de Malasia en 2015. También ha logrado llegar a la final de la Copa de la AFC 2015 y ganarla. Siendo así el primer equipo de Malasia en la historia en poder ganar dicha competencia. Fue premiado como el mejor director técnico de Malasia 2015.
También ha logrado ganar la Malasia Charity Shield en el 2016.
Dentro del mismo año logró consagrarse campeón en la Malaysia FA Cup 2016.
En el año 2018 dirige al Persib Bandung de Indonesia.
Para el año 2019 continua en la Liga 1 de Indonesia pero ese año le tocara comandar al Borneo FC.
En 2020 dirigió al Arema FC, realizó su tercer año consecutivo en la Liga 1.
Entre 2022 y 2023 fue entrenador de Deportivo Armenio, para luego hacerlo en Gimnasia y Esgrima de Jujuy, de la Primera Nacional. 
En agosto de 2024 asume el cargo de DT de Talleres (RdE), club que participa de la Primera Nacional de Argentina .

## Estadísticas

### Clubes como jugador
| Club                       | País      | Año       |
| -------------------------- | --------- | --------- |
| Kimberley de Mar del Plata | Argentina | 1979      |
| Club Ferro Carril Oeste    | Argentina | 1980-1987 |

### Como entrenador

#### Clubes
| Club                 | País      | Año         |
| -------------------- | --------- | ----------- |
| Lanús*               | Argentina | 1995-1998   |
| RCD Mallorca*        | España    | 1998-1999   |
| RCD Mallorca         | España    | 1999-2000   |
| Inter de Milan*      | Italia    | 2001 - 2003 |
| Gimnasia La Plata    | Argentina | 2003        |
| Gimnasia de Jujuy    | Argentina | 2004-2006   |
| Quilmes AC           | Argentina | 2006        |
| Gimnasia de Jujuy    | Argentina | 2006-2007   |
| Belgrano             | Argentina | 2007-2008   |
| Asteras Tripolis FC  | Grecia    | 2009        |
| Atlético Tucumán     | Argentina | 2010        |
| Ferro Carril Oeste   | Argentina | 2011-2012   |
| Gimnasia de Jujuy    | Argentina | 2012-2013   |
| Deportivo Cuenca     | Ecuador   | 2014        |
| South China          | Hong Kong | 2014-2015   |
| Johor FC             | Malasia   | 2015-2017   |
| Selección de Malasia | Malasia   | 2017        |
| Persib Bandung       | Indonesia | 2017 - 2018 |
| Borneo FC            | Indonesia | 2019        |
| Arema FC             | Indonesia | 2020        |
| Borneo FC            | Indonesia | 2020 - 2021 |
| Deportivo Armenio    | Argentina | 2022 - 2023 |
| Gimnasia de Jujuy    | Argentina | 2023        |
| Talleres (RdE)       | Argentina | 2024 - Act. |

- Segundo entrenador de Héctor Cúper

#### Estadísticas
| Club                        | Div.                       | Torneo                                   | Estadísticas | Estadísticas | Estadísticas | Estadísticas | Estadísticas | Estadísticas | Estadísticas | Estadísticas |
| Club                        | Div.                       | Torneo                                   | PJ           | G            | E            | P            | GF           | GC           | DG           | Efectividad  |
| --------------------------- | -------------------------- | ---------------------------------------- | ------------ | ------------ | ------------ | ------------ | ------------ | ------------ | ------------ | ------------ |
| Mallorca España             | 1.ª                        | Primera División 1999-2000               | 2            | 0            | 0            | 2            | 2            | 4            | -2           | 0%           |
| Mallorca España             | 1.ª                        | Liga de Campeones de la UEFA 1999-2000   | 2            | 0            | 2            | 0            | 1            | 1            | 0            | 33.33%       |
| Mallorca España             | Total                      | Total                                    | 4            | 0            | 2            | 2            | 3            | 5            | -2           | 16.67%       |
| Gimnasia La Plata Argentina | 1.ª                        | Torneo Clausura 2003                     | 1            | 0            | 1            | 0            | 0            | 0            | 0            | 33.33%       |
| Gimnasia La Plata Argentina | 1.ª                        | Apertura 2003                            | 8            | 0            | 4            | 4            | 4            | 12           | -8           | 22.22%       |
| Gimnasia La Plata Argentina | Total                      | Total                                    | 9            | 0            | 5            | 4            | 4            | 12           | -8           | 23.81%       |
| Gimnasia de Jujuy Argentina | 2.ª                        | Clausura 2005                            | 23           | 11           | 7            | 5            | 32           | 19           | +13          | 57.97%       |
| Gimnasia de Jujuy Argentina | 1.ª                        | Apertura 2005                            | 19           | 3            | 9            | 7            | 23           | 30           | -7           | 36.84%       |
| Gimnasia de Jujuy Argentina | 1.ª                        | Clausura 2006                            | 19           | 10           | 3            | 6            | 26           | 16           | +10          | 57.89%       |
| Gimnasia de Jujuy Argentina | Total                      | Total                                    | 61           | 24           | 19           | 18           | 81           | 65           | +16          | 49.73%       |
| Quilmes AC Argentina        | 1.ª                        | Apertura 2006                            | 6            | 0            | 1            | 5            | 4            | 11           | -7           | 5.56%        |
| Quilmes AC Argentina        | Total                      | Total                                    | 6            | 0            | 1            | 5            | 4            | 11           | -7           | 5.56%        |
| Gimnasia de Jujuy Argentina | 1.ª                        | Apertura 2006                            | 10           | 6            | 1            | 3            | 12           | 8            | +4           | 63.33%       |
| Gimnasia de Jujuy Argentina | 1.ª                        | Clausura 2007                            | 19           | 4            | 5            | 10           | 11           | 22           | -11          | 29.82%       |
| Gimnasia de Jujuy Argentina | 1.ª                        | Apertura 2007                            | 15           | 5            | 4            | 6            | 18           | 22           | -4           | 42.22%       |
| Gimnasia de Jujuy Argentina | Total                      | Total                                    | 44           | 15           | 10           | 19           | 41           | 52           | -11          | 41.67%       |
| Belgrano Argentina          | 2.ª                        | Campeonato de Primera B Nacional 2007-08 | 24           | 9            | 8            | 7            | 31           | 26           | +5           | 48.61%       |
| Belgrano Argentina          | 2.ª                        | Promoción                                | 2            | 0            | 1            | 1            | 1            | 2            | -1           | 16.67%       |
| Belgrano Argentina          | Total                      | Total                                    | 26           | 9            | 9            | 8            | 32           | 28           | +4           | 46.15%       |
| Asteras Tripolis FC Grecia  | 1.ª                        | Superliga de Grecia 2009-10              | 8            | 3            | 2            | 3            | 10           | 11           | -1           | 45.83%       |
| Asteras Tripolis FC Grecia  | Total                      | Total                                    | 8            | 3            | 2            | 3            | 10           | 11           | -1           | 45.83%       |
| Atlético Tucumán Argentina  | 1.ª                        | Torneo Clausura 2010                     | 11           | 1            | 5            | 5            | 8            | 17           | -9           | 24.24%       |
| Atlético Tucumán Argentina  | Total                      | Total                                    | 11           | 1            | 5            | 5            | 8            | 17           | -9           | 24.24%       |
| Ferro Argentina             | 2.ª                        | B Nacional 2011-12                       | 23           | 8            | 10           | 5            | 14           | 14           | 0            | 49.28%       |
| Ferro Argentina             | 2.ª                        | Copa Argentina 2011-12                   | 1            | 0            | 1            | 0            | 0            | 0            | 0            | 33.33%       |
| Ferro Argentina             | Total                      | Total                                    | 24           | 8            | 11           | 5            | 14           | 14           | 0            | 48.61%       |
| Gimnasia de Jujuy Argentina | 2.ª                        | B Nacional 2011-12                       | 13           | 3            | 5            | 5            | 9            | 12           | -3           | 35.9%        |
| Gimnasia de Jujuy Argentina | 2.ª                        | B Nacional 2012-13                       | 38           | 12           | 14           | 12           | 25           | 29           | -4           | 43.86%       |
| Gimnasia de Jujuy Argentina | 2.ª                        | Copa Argentina 2012-13                   | 1            | 0            | 1            | 0            | 0            | 0            | 0            | 33.33%       |
| Gimnasia de Jujuy Argentina | 2.ª                        | B Nacional 2013-14                       | 21           | 6            | 6            | 9            | 15           | 18           | -3           | 38.1%        |
| Gimnasia de Jujuy Argentina | Total                      | Total                                    | 73           | 21           | 26           | 26           | 49           | 59           | -10          | 40.64%       |
| Deportivo Cuenca Ecuador    | 1.ª                        | Lunar New Year Cup                       | 2            | 1            | 1            | 0            | 4            | 2            | +2           | 66.67%       |
| Deportivo Cuenca Ecuador    | 1.ª                        | Campeonato Ecuatoriano de Fútbol 2014    | 7            | 0            | 3            | 4            | 3            | 12           | -9           | 14.29%       |
| Deportivo Cuenca Ecuador    | Total                      | Total                                    | 9            | 1            | 4            | 4            | 7            | 14           | -7           | 25.93%       |
| South China Hong Kong       | 1.ª                        | Liga Premier de Hong Kong 2014-15        | 6            | 2            | 3            | 1            | 10           | 5            | +5           | 50%          |
| South China Hong Kong       | 1.ª                        | Hong Kong League Cup 2014–15             | 2            | 1            | 0            | 1            | 2            | 5            | -3           | 50%          |
| South China Hong Kong       | 1.ª                        | Hong Kong FA Cup 2014–15                 | 3            | 2            | 0            | 1            | 4            | 2            | +2           | 66.67%       |
| South China Hong Kong       | 1.ª                        | Copa de la AFC                           | 6            | 6            | 0            | 0            | 19           | 3            | +16          | 100%         |
| South China Hong Kong       | Total                      | Total                                    | 17           | 11           | 3            | 3            | 35           | 15           | +20          | 70.59%       |
| Johor FC Malasia            | 1.ª                        | Superliga de Malasia 2015                | 22           | 14           | 4            | 4            | 36           | 18           | +18          | 69.7%        |
| Johor FC Malasia            | 1.ª                        | Copa de la AFC                           | 5            | 3            | 1            | 1            | 11           | 5            | +6           | 66.67%       |
| Johor FC Malasia            | 1.ª                        | Malaysia FA Cup 2015                     | 1            | 0            | 1            | 0            | 1            | 1            | 0            | 33.33%       |
| Johor FC Malasia            | 1.ª                        | Malasia Charity Shield 2016              | 1            | 0            | 1            | 0            | 1            | 1            | 0            | 33.33%       |
| Johor FC Malasia            | 1.ª                        | Malaysia FA Cup                          | 7            | 6            | 0            | 1            | 21           | 7            | +14          | 85.71%       |
| Johor FC Malasia            | 1.ª                        | Superliga de Malasia 2016                | 22           | 18           | 4            | 0            | 56           | 14           | +42          | 87.88%       |
| Johor FC Malasia            | 1.ª                        | Copa de la AFC 2016                      | 10           | 8            | 1            | 1            | 33           | 11           | +22          | 83.33%       |
| Johor FC Malasia            | 1.ª                        | Liga de Campeones de la AFC 2016         | 1            | 0            | 1            | 0            | 0            | 0            | 0            | 33.33%       |
| Johor FC Malasia            | Total                      | Total                                    | 69           | 49           | 13           | 7            | 159          | 57           | +102         | 77.29%       |
| Persib Bandung Indonesia    | 1.ª                        | Liga 1 de Indonesia 2018                 | 34           | 14           | 10           | 10           | 49           | 41           | +8           | 50.98%       |
| Persib Bandung Indonesia    | 1.ª                        | Copa Indonesia 2018–19                   | 2            | 2            | 0            | 0            | 3            | 1            | +2           | 100%         |
| Persib Bandung Indonesia    | Total                      | Total                                    | 36           | 16           | 10           | 10           | 52           | 42           | +10          | 53.7%        |
| Borneo FC Indonesia         | 1.ª                        | Liga 1 de Indonesia 2019                 | 34           | 12           | 15           | 7            | 55           | 42           | +13          | 55.88%       |
| Borneo FC Indonesia         | 1.ª                        | Copa Indonesia 2018–19                   | 1            | 0            | 0            | 1            | 1            | 2            | -1           | 0%           |
| Borneo FC Indonesia         | Total                      | Total                                    | 35           | 12           | 15           | 8            | 56           | 44           | +12          | 54.29%       |
| Arema FC Indonesia          | 1.ª                        | Liga 1 de Indonesia 2020                 | 3            | 1            | 0            | 2            | 3            | 4            | -1           | 33.33%       |
| Arema FC Indonesia          | Total                      | Total                                    | 3            | 1            | 0            | 2            | 3            | 4            | -1           | 33.33%       |
| Borneo FC Indonesia         | 1.ª                        | Liga 1 de Indonesia 2021                 | 3            | 1            | 1            | 1            | 4            | 2            | +2           | 44.44%       |
| Borneo FC Indonesia         | Total                      | Total                                    | 3            | 1            | 1            | 1            | 4            | 2            | +2           | 44.44%       |
| Borneo FC Indonesia         | Total en Borneo            | Total en Borneo                          | 38           | 13           | 16           | 9            | 60           | 46           | +14          | 48.25%       |
| Deportivo Armenio Argentina | 3.ª                        | Apertura 2022                            | 16           | 5            | 8            | 3            | 17           | 17           | 0            | 47.92%       |
| Deportivo Armenio Argentina | 3.ª                        | Clausura 2022                            | 17           | 10           | 6            | 1            | 18           | 4            | +14          | 70.59%       |
| Deportivo Armenio Argentina | 3.ª                        | 2023                                     | 4            | 1            | 1            | 2            | 8            | 9            | -1           | 33.33%       |
| Deportivo Armenio Argentina | Total                      | Total                                    | 37           | 16           | 15           | 6            | 43           | 30           | +13          | 56.76%       |
| Gimnasia de Jujuy Argentina | 2.ª                        | 2023                                     | 17           | 7            | 1            | 9            | 18           | 23           | -5           | 43.14%       |
| Gimnasia de Jujuy Argentina | Total                      | Total                                    | 17           | 7            | 1            | 9            | 18           | 23           | -5           | 43.14%       |
| Gimnasia de Jujuy Argentina | Total en Gimnasia de Jujuy | Total en Gimnasia de Jujuy               | 195          | 67           | 56           | 72           | 189          | 199          | -10          | 43.93%       |
| Talleres (RdE) Argentina    | 2.ª                        | 2024                                     | 9            | 1            | 5            | 3            | 7            | 10           | -3           | 29.63%       |
| Talleres (RdE) Argentina    | 2.ª                        | Copa Argentina 2024                      | 1            | 0            | 0            | 1            | 0            | 1            | -1           | 0%           |
| Talleres (RdE) Argentina    | Total                      | Total                                    | 10           | 1            | 5            | 4            | 7            | 11           | -4           | 26.67%       |
| Total como entrenador       | Total como entrenador      | Total como entrenador                    | 502          | 196          | 157          | 149          | 630          | 516          | +114         | 49.47%       |

## Palmarés

### Como jugador

#### Torneos nacionales
| Título           | Club               | País      | Año    |
| ---------------- | ------------------ | --------- | ------ |
| Primera División | Ferro Carril Oeste | Argentina | N-1982 |
| Primera División | Ferro Carril Oeste | Argentina | N-1984 |

### Como entrenador

#### Títulos locales
| Título                 | Club                        | País      | Año  |
| ---------------------- | --------------------------- | --------- | ---- |
| Primera B Nacional     | Gimnasia y Esgrima de Jujuy | Argentina | 2005 |
| Superliga de Malasia   | Johor Darul Takzim FC       | Malasia   | 2015 |
| Malasia Charity Shield | Johor Darul Takzim FC       | Malasia   | 2016 |
| Malaysia FA Cup        | Johor Darul Takzim FC       | Malasia   | 2016 |
| Superliga de Malasia   | Johor Darul Takzim FC       | Malasia   | 2016 |

#### Títulos internacionales
| Título         | Club                  | Sede    | Año  |
| -------------- | --------------------- | ------- | ---- |
| Copa de la AFC | Johor Darul Takzim FC | Dusambé | 2015 |